# Decauville-Bahn bei Massaua
| Couillet-Decauville-Lokomotive der ursprünglichen Baureihe 1                                                 |                     |            |          |
| Streckenverlauf Rekonstruktion des ehemaligen Streckenverlaufs von 1887                                      |                     |            |          |
| Streckenlänge:                                                                                               | 27 km               |            |          |
| Spurweite:                                                                                                   | 600 mm (Schmalspur) |            |          |
| |                     |            |          |
| \| \| \| Rotes Meer \| \| \| \| 0 \| Massaua \| Massaua \| \| \| \| \| \| \| \| 7 \| Monkullo \| Monkullo \| |                     |            |          |
| |                     | Rotes Meer |          |
| Kopfbahnhof Streckenanfang (Strecke außer Betrieb)                                                           | 0                   | Massaua    | Massaua  |
| Strecke (außer Betrieb)                                                                                      |                     |            |          |
| Kopfbahnhof Streckenende (Strecke außer Betrieb)                                                             | 7                   | Monkullo   | Monkullo |

Die Decauville-Bahn bei Massaua war eine von den italienischen Streitkräften von 1887 bis 1888 gebaute Decauville-Bahn im heutigen Eritrea durch das Gebiet, in dem am 25. und 26. Januar 1887 die Schlacht bei Dogali ausgetragen wurde.

## 600-mm-Feldbahn bei Gherar
Bei Massaua waren im November 1887 das Lager von Gherar und die Forts Abd-el-Kadre, Otumlo, Monkullo und Archico untereinander durch eine tragbare 600-mm-Feldbahn, System Decauville, verbunden und diese wurde mit zum Transport von Materialien aller Art und Lebensmitteln verwendet.
Die Decauville-Bahn wurde gebaut, um alle befestigten Punkte in der Umgebung von Massaua miteinander zu verbinden. Sie wurde bis nach Saati vorangetrieben. Schließlich wurde das verschanzte Lager von Massaua durch drei Forts ergänzt: Fort Victor-Emmanuel, drei Kilometer von Monkullo entfernt, Fort König Humbert, vier Kilometer von Arkiko entfernt, und Fort Königin Margarete in vorgeschobener Position.
Sie wurde aus vorgefertigtem fliegendem Gleis gebaut, dessen Schienen ein Metergewicht von 9,5 kg/m hatten.

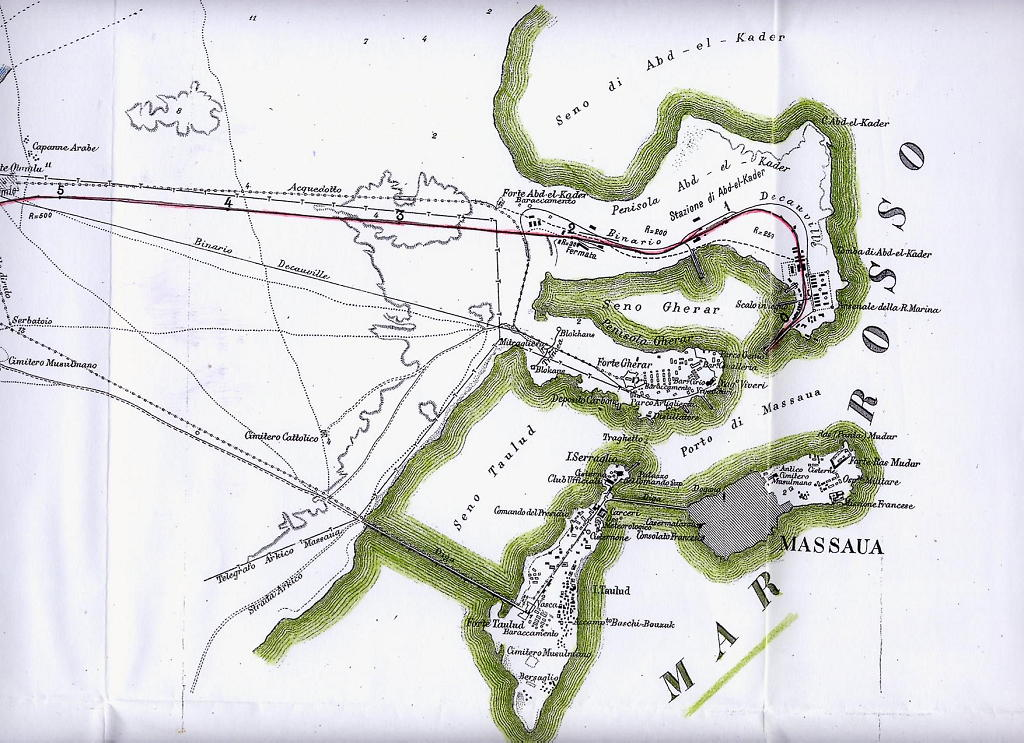
Karte von Emilio Olivieri, 1888: 600 mm (schwarz) und 750 mm (rot) Spur

Gegenüber von Taulud liegt auf der Nordseite, getrennt durch einen fünfhundert Meter breiten Meeresarm, die Halbinsel Gherar, die 1888 mit Schuppen aller Formen und Größen, Vordächern und Lagerhäusern vollgestopft war. Das Hauptquartier des örtlichen Ingenieurs ist dort untergebracht, und auch eine Eisfabrik wird dort mit Backsteinmauern errichtet. Von dort gehen mehrere Gleise des Decauville-Systems ab, die in einem Umkreis von 10 bis 15 Kilometern nach Massawa, Arkiko und Hotumlo führen, und die kleinen Lokomotiven, die auf diesen wackeligen Schienen fahren, leisten einen aktiven Transportdienst für verschiedene militärische Bedürfnisse.
Der einzige Kai, der 1888 in Abd el Kadir zur Verfügung stand, war ein etwa hundert Meter langer und drei Meter breiter hölzerner Kai gegenüber dem Arsenal, dessen Säulen, die verrottet und von den in diesen Gewässern vorkommenden Meerestieren mehr als zur Hälfte aufgefressen worden waren, für den Transport schwerer Lasten nicht sehr vertrauenserweckend wirkten. An der Anlegestelle konnten Schlepper und Plattbodenschiffe, so genannte Sandalen sandali, anlanden, und es wurde eine Decauville-Bahn angelegt, die mit dem gesamten Netz verbunden war, das damals bis nach Monkullo reichte.
Für den Transport von Gütern von den Lastkähnen zum Kai gab es jedoch kein anderes Mittel als menschliche Muskelkraft, da die einzigen vorhandenen Kräne auf den Kais der Halbinsel Gherar aufgestellt waren.

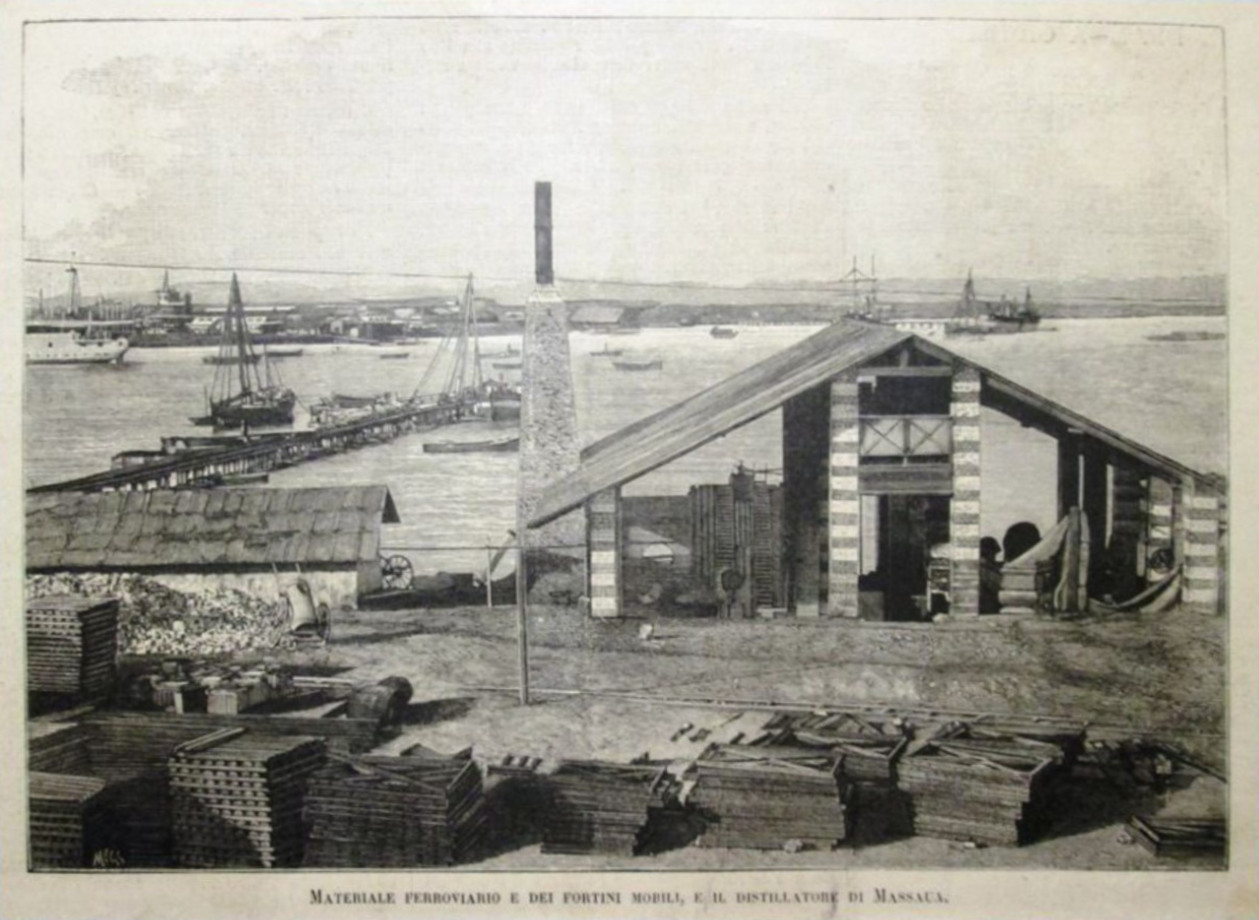
Decauville-Bahn am Materiallager für den Eisenbahnbau

Auf dem Kai mussten neben dem Material für den Eisenbahnbau auch Lebensmittel und Futtermittel für das Militärkommissariat, Material für die Artillerie, die Ingenieure und die Marine entladen werden; und die Wagen, mit denen diese Materialien auf der Decauville-Bahn transportiert werden sollten, waren sehr knapp, da sie zum Teil auf der Halbinsel Gherar, zum Teil für den Bau des gemauerten Kais von Abd el Kader verwendet wurden, der für die Anlandung von Schiffen genutzt werden sollte und auf dem die Eisenbahngleise verlaufen sollten.

## 750-mm-Feldbahn
Parallel zur Decauville-Bahn wurde seit Mitte Oktober 1887 an dem Bau der 750-mm Feldbahn von Massauah über Moncullo, Dogali nach Saati gearbeitet.
Die 27 Kilometer lange Strecke mit einer Spurweite von 750 mm verband die am Roten Meer gelegene Hafenstadt Massaua mit der im Landesinneren von Eritrea gelegenen Stadt Saati.

## 950-mm-Schmalspurbahn
1898 wurde die Verantwortung für die Bahn auf die Zivilverwaltung übertragen und zugleich die Entscheidung getroffen, die bestehende Strecke auf die in Italien übliche Schmalspur-Spurweite von 950 mm umzuspuren, in dieser Ausführung den Bau fortzusetzen und nach Asmara voranzutreiben.

## 600-mm-Schienenfahrzeuge
Die italienische Regierung beschaffte sich bei der Firma Decauville folgende Schienenfahrzeuge:

### Lokomotiven
- 5 Decauville-Lokomotiven der ursprünglichen Baureihe 1, davon eine mit 3 t und vier mit 5 t Leergewicht:[7]

| Nr.   | Baujahr | Achsfolge | Name              | Foto |
| ----- | ------- | --------- | ----------------- | ---- |
| N° 44 | 1886    | 0-4-0     | Regina Margherita |      |
| N° 48 | 1887    | 0-4-0     | Roma              |      |
| N° 51 | 1887    | 0-4-0     | Massaua           |      |
| N° 54 | 1887    | 0-4-0     | Umbero Primo      |      |
| N° 55 | 1887    | 0-4-0     | Savoia            |      |

### Wagen
- 8 oder 16 Wagen des Typs 25 (Muldenkipper)
- 2 Wagen vom Typ 41 (zerlegbare Güterwagen)
- 20 Wagen vom Typ 65 (ungefederte Drehgestellbleche)
- 2 Wagen vom Typ 66 (wie Typ 65 jedoch mit auf Bögen montierter Plane)
- 2 Wagen vom Typ 48 (wie Typ 65, jedoch mit Bordwänden, die eine Kiste bilden)
- 2 Wagen vom Typ 67 (wie Typ 66, aber mit zwei Rückenlehnen, Kapazität: 16 Personen)
- 1 Wagen vom Typ 68 (mit Bänken für 8 Personen, ähnlich denen, die im Pariser Jardin d’Acclimatation eingesetzt wurden)[8][9]

## Fotos der Feldbahn bzw. Schmalspurbahn

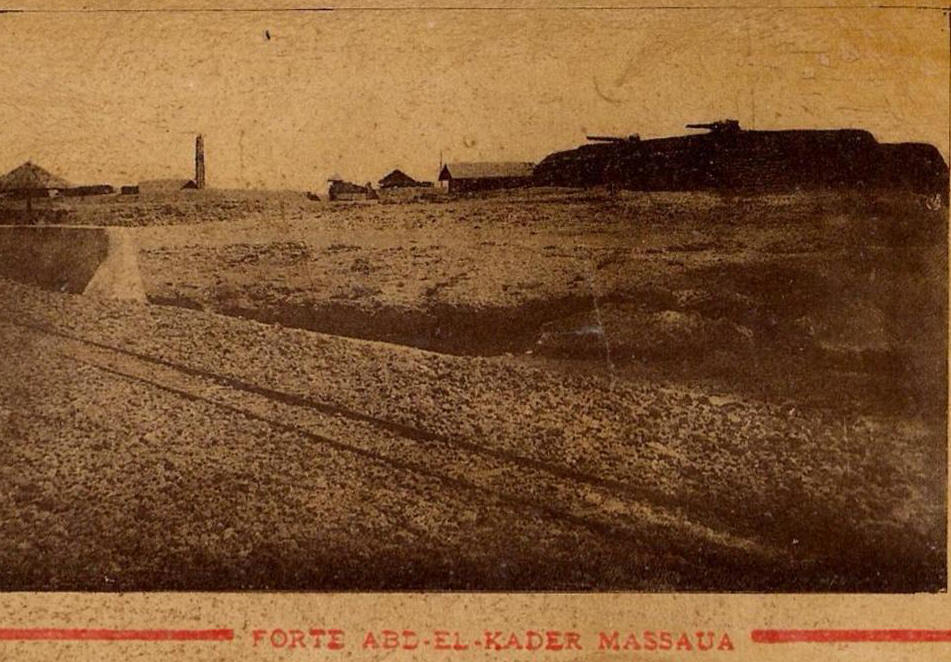
Forte Abd-El-Kader
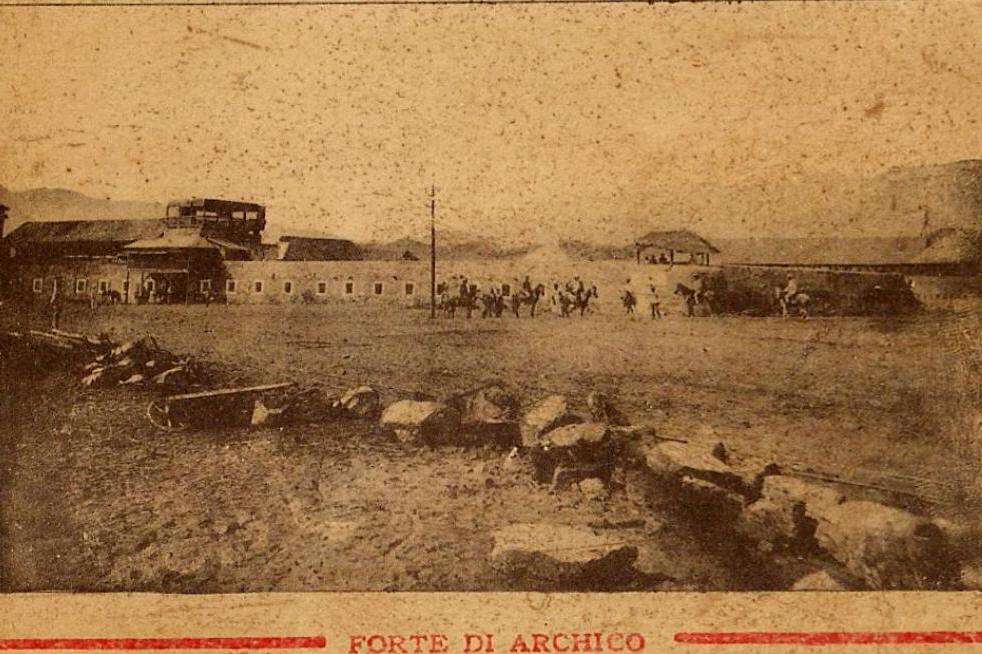
Forte di Archico
Forte di Ottumbo